# Jani Liimatainen

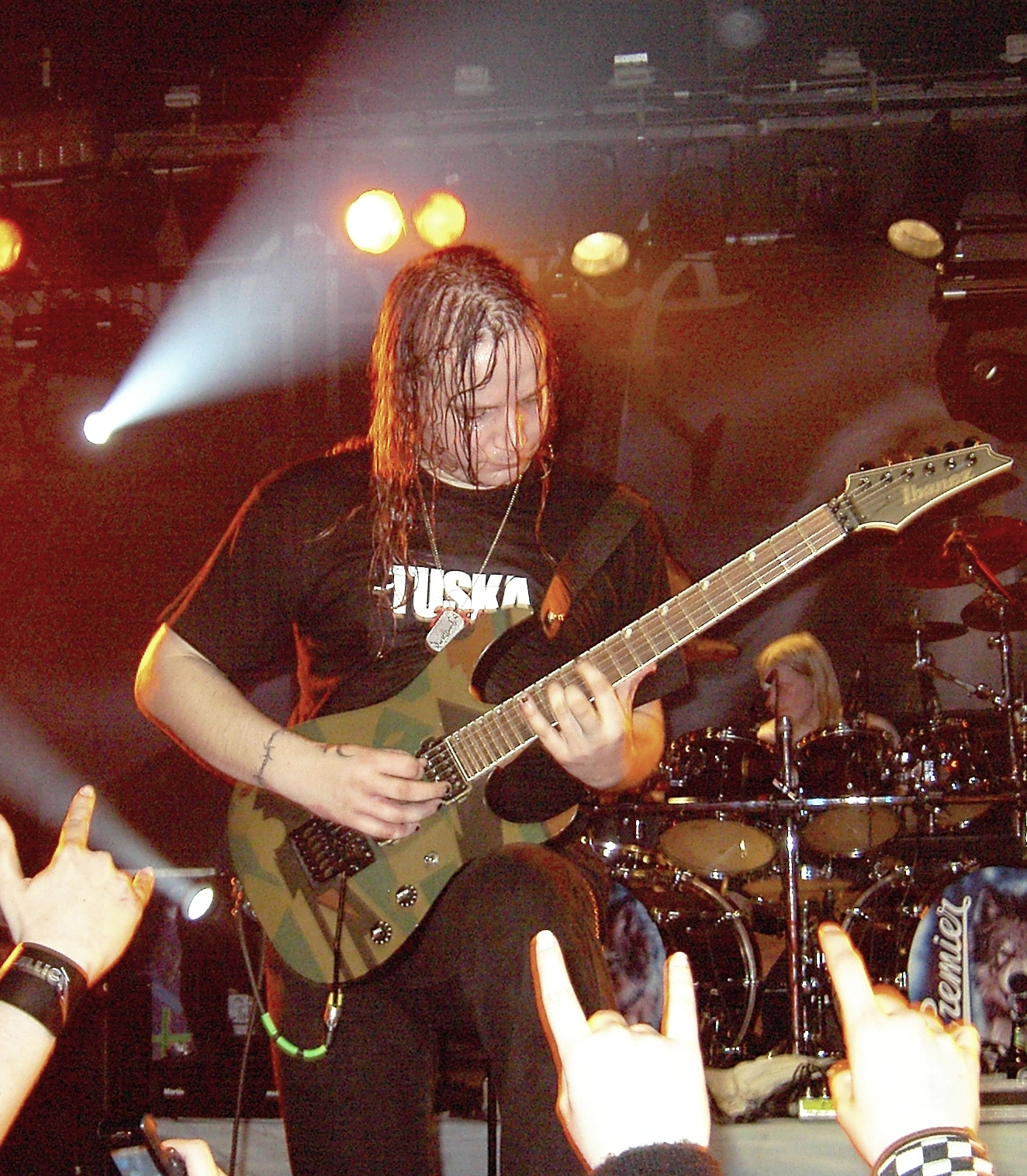
Jani Liimatainen

Jani Liimatainen (Kemi, 9 september 1980) is een Finse gitarist.
Hij maakte deel uit van de band Sonata Arctica. Hij was een van de oprichters van deze band en leerde zichzelf gitaar spelen. Tot zijn grootste muzikale invloeden rekent hij Dream Theater, Freak Kitchen en Pain of Salvation. Liimatainen speelde ook in Altaria maar verliet die band om zich toe te leggen op Sonata Arctica.
In 2007 werd bekend dat Liimatainen uit Sonata Arctica is gezet vanwege de breuk die tussen hem en de band ontstond nadat hij geen vrijstelling voor zijn dienstplicht had aangevraagd, of deze niet was verleend. Na zijn vertrek richtte hij de superband Cain's Offering op.
- MusicBrainz: 5954d192-5369-46de-90ec-afb344b42550
- Nationale Bibliotheek van Tsjechië: xx0202123
- Virtual International Authority File: 59145971500032331825